# Paxillus
Paxillus Fr., Fl. Scan.: 339 (1836).
Paxillus è un genere di funghi basidiomiceti della famiglia Paxillaceae.

## Descrizione del genere
Cappello
Convesso oppure imbutiforme, con cuticola fibrillosa e di colore giallo-brunastro.
Lamelle
Decorrenti, facilmente asportabili.

Gambo
A volte non si trova al centro ma è collocato lateralmente; non possiede anello né volva.

Carne
Omogenea, al taglio vira al nerastro, al bruno rossiccio oppure al rosso mattone.
Spore
Ocracee in massa.

## Habitat
In Europa vi sono solo 4 specie, di cui due terricole e due lignicole; il Paxillus involutus a volte cresce su legname marcescente.

## Commestibilità
Senza valore.

Tutte le specie del genere devono essere considerate non eduli e pericolose.
Il Paxillus involutus ed il Paxillus rubicundulus possono scatenare su soggetti predisposti una gravissima sindrome immunoemolitica detta sindrome paxillica che può provocare addirittura la morte.

Per tale motivo, ed in attesa di notizie certe, tutte le altre specie congeneri devono essere scartate e considerate sospette.

## Specie diPaxillus
La specie tipo è Paxillus involutus (Batsch) Fr. (1838).

Altre specie sono:
| - Paxillus albidulus Šutara (1992) - Paxillus amazonicus Singer (1989) - Paxillus ammoniavirescens Contu & Dessì (1999) - Paxillus argentinus Speg. (1898) - Paxillus atraetopus Kalchbr. (1878) - Paxillus atrotomentosus (Batsch) Fr. (1838) - Paxillus aurantiacus Ellis (1882) - Paxillus auranticus McNabb (1969) - Paxillus aureus Lloyd (1916) - Paxillus bambusinus (R.E.D. Baker & W.T. Dale) Singer (1991) - Paxillus brondaei (Laterrade{?}) Sacc. & P. Syd. (1899) - Paxillus brunneotomentosus Heinem. & Rammeloo (1985) - Paxillus cantharelloides Henn. - Paxillus chalybaeus E. Horak (1980) - Paxillus chrysites Berk. - Paxillus chrysophyllus Trog - Paxillus coffeaceus Velen. (1939) - Paxillus corrugatus G.F. Atk. (1900) - Paxillus crassus (Fr.) Sacc. (1887) - Paxillus defibulatus Singer (1952) - Paxillus eucalyptorum Berk. (1845) - Paxillus extenuatus Fr. (1838) - Paxillus fasciculatus Pegler (1982) - Paxillus fechtneri (Velen.) Velen. (1939) - Paxillus filamentosus Fr. (1838) - Paxillus flavidus Berk. - Paxillus griseotomentosus Secr. ex Fr. - Paxillus guttatus Singer (1961) - Paxillus gymnopus C. Hahn (1996) - Paxillus hirsutus Peck - Paxillus hirtulus F. Muell. (1883) - Paxillus hortensis Velen. (1939) - Paxillus ianthinophyllus Bres. (1926) - Paxillus intermedius A. Blytt - Paxillus ionipus Quél. (1888) - Paxillus leoninus Velen. (1947) - Paxillus leptopus Fr. (1857) - Paxillus ligneus Berk. & M.A. Curtis (1867) - Paxillus lividus Cooke (1887) - Paxillus maculatus Velen. (1939) - Paxillus microsporus Peck - Paxillus miniatus Rick - Paxillus minutesquamulosus E. Horak (1980) - Paxillus nigricans Velen. (1920) | - Paxillus nitens Lambotte - Paxillus obscurisporus C. Hahn (1999) - Paxillus ochraceus T.H. Li & Watling (1999) - Paxillus odoratus Velen. (1922) - Paxillus olivaceoflavidus (Cooke & Massee) D.A. Reid (1956) - Paxillus orcelloides Cooke & Massee (1887) - Paxillus osteopaeon Massee - Paxillus pahangensis Corner (1971) - Paxillus pinguis Berk. - Paxillus piperatus Heinem. & Rammeloo (1985) - Paxillus polychrous Singer (1937) - Paxillus prostibilis Britzelm. - Paxillus psammophilus Cleland (1933) - Paxillus pubescens Ellis - Paxillus reniformis Berk. - Paxillus retiarius Berk. - Paxillus revolutus Cooke (1887) - Paxillus rhytidophyllus M. Zang (1978) - Paxillus ripicola Corner (1971) - Paxillus robiniae Velen. (1947) - Paxillus rubicundulus P.D. Orton (1969) - Paxillus rudis Berk. & M.A. Curtis - Paxillus russuloides Petch - Paxillus scleropus Rick (1961) - Paxillus serbicus (Pilát) Singer (1973) - Paxillus simulans Peck - Paxillus solidus Ravenel - Paxillus sordarius (Pers.) Fr. - Paxillus spilomaeolus Fr. (1838) - Paxillus squamosus (Velen.) Velen. (1939) - Paxillus statuum var. statuum (Speg.) E. Horak (1967) - Paxillus statuum var. unicolor (Singer) Raithelh. (1991) - Paxillus strigosus Peck - Paxillus sulcatus Pat. - Paxillus sulphureus Berk. - Paxillus tigrinoides Sacc. - Paxillus validus C. Hahn (1999) - Paxillus velenovskyi Pilát (1925) - Paxillus vernalis Watling (1969) - Paxillus viridis Berk. - Paxillus yunnanensis M. Zang (1978) - Paxillus zerovae Wasser (1973) |